# Ферула тингитанская
Фе́рула тингита́нская (лат. Fērula tingitāna) — многолетнее травянистое растение семейства Зонтичные (Apiaceae).

## Ботаническое описание
Многолетнее травянистое растение. Стебли высотой до 150 см.
Листьев три — четыре (до пяти), они перистые, у основания 40—60 см, голые.
Жёлтые однополые цветки, как у других зонтичных, собраны в зонтики. Цветёт с апреля по май (июнь).

## Распространение и среда обитания
Вид распространён в Северной Африке (Алжир, северная Ливия, Марокко, Тунис), Западной Азии (Израиль, Ливан, Сирия, западная Турция), Южной Европе (Португалия, Гибралтар, южная Испания).
Произрастает на скалистых известняковых почвах на высоте 100—600 м над уровнем моря.

## Таксономия
Ferula tingitana L. Species Plantarum 1: 247. 1753.

### Синонимы
По данным The Plant List на 2013 год, в синонимику вида входят:
- Agasulis tingitana (L.) Raf.
- Ferula bolivari Pau
- Ferula sancta Boiss.